# The Mrs. Carter Show World Tour
The Mrs. Carter Show World Tour va ser la cinquena gira de concerts de la cantant nord-americana Beyoncé. Anunciada el febrer del 2013 amb dates inicials a Europa i Amèrica del Nord, la gira contenia set etapes i 132 espectacles. Va començar a Belgrad (Sèrbia) el 15 d'abril del 2013 i va concloure a Lisboa (Portugal) el 27 de març del 2014. El seu títol és una referència al seu matrimoni amb el raper nord-americà Shawn "Jay-Z" Carter, que va fer múltiples aparicions com a convidat al llarg de la gira.
La gira incloïa temes de la reialesa amb la cantant emulant diferents reines a través de la seva moda, per a la qual va col·laborar amb nombrosos dissenyadors i cases de moda. La llista de cançons dels espectacles del 2013 incloïa temes dels quatre àlbums d'estudi de la carrera en solitari de Beyoncé. Després del llançament del seu cinquè àlbum d'estudi homònim, els espectacles del 2014 es van modificar per incorporar temes de l'àlbum. La gira va ser lloada per la crítica musical, que van elogiar Beyoncé per les seves enèrgiques actuacions, els seus balls i la seva capacitat vocal. L'espectacle va ser dirigit i coreografiat per Frank Gatson Jr.
Després de l'anunci de la gira, totes les entrades posades a disposició dels espectacles es van esgotar, cosa que va fer que s'hi afegissin més dates a l'itinerari. La gira va recaptar 188,6 milions de dòlars el 2013 i els espectacles del 2014 van recaptar 41,1 milions de dòlars, de manera que els ingressos bruts totals de la gira van pujar a 229,7 milions de dòlars. Això va convertir The Mrs. Carter Show World Tour a la gira femenina i en solitari més taquillera del 2013. Es van emetre interpretacions de diverses cançons de la gira i es van publicar imatges entre bastidors.

## Llista de cançons
| 2013 |
| --- |
| 1. "Run the World (Girls)" 2. "End of Time" 3. "Flaws and All" 4. "If I Were a Boy" / "Bitter Sweet Symphony" 5. "Get Me Bodied" 6. "Baby Boy" 7. "Diva" 8. "Naughty Girl" 9. "Party" 10. "Freakum Dress" 11. "I Care" 12. "I Miss You" 13. "Schoolin' Life" 14. "Why Don't You Love Me" 15. "1+1" 16. "Irreplaceable" 17. "Love On Top" 18. "Survivor" 19. "Crazy in Love" 20. "Single Ladies (Put a Ring on It)" / "Movin' on Up" Encore: "I Will Always Love You" 1. "Halo" |

| 2014 |
| --- |
| 1. "Run the World (Girls)" 2. "Bow Down" / "Flawless" / "Yoncé" 3. "Get Me Bodied" 4. "Baby Boy" 5. "Diva 6. "Naughty Girl" 7. "Blow" 8. "Partition" 9. "Haunted" 10. "Drunk in Love" 11. "1+1" 12. "Why Don't You Love Me" 13. "Irreplaceable" 14. "Love On Top" 15. "Crazy in Love" 16. "Single Ladies (Put a Ring on It)" 17. "I Will Always Love You" / "Heaven" 18. "XO" Encore: "Halo" |